# ستوني (ألبوم)
ستوني (بالإنجليزية: Stoney)‏ هو أول ألبوم إستديو للمغني الأمريكي بوست مالون. تم إصداره في 9 ديسمبر 2016. بواسطة ريبابليك ريكوردز. حصل الألبوم علي رقم ستة في بيلبورد 200 الأمريكية، ولاحقا حصل علي رقم أربعة. حصل الألبوم علي شهادة رابطة صناعة التسجيلات الأمريكية ثلاث مرات من قبل رابطة صناعة التسجيلات الأمريكية (RIAA).

## خلفية
في 14 أغسطس 2015 أصدر مالون أول أغنية منفردة له بعنوان أيفرسون أبيض، والتي أصبحت أغنيته الإختراقية. بفضل نجاحه في تلك الأغنية، تعاون مالون مع عدد من الرابرز البارزين أمثال: يونج ثاج، وكانييه ويست.وصل مالون مع الكندي جاستن بيبر إلي هذة الصداقة القوية عندما جعل بيبر مالون واحد من عارضي افتتاح جولته جولة الهدف العالمية من أجل دعم إصدار ألبومه الهدف (2015).
في 9 يونيو 2016 أقام مالون ظهوره التلفزيوني القومي في جيمي كيميل لايف! مؤديا أغنية غو فليكس. في يونيو 2016 كشفت رئيسة تحرير مجلة إكس إكس إل فانيسا ساتين أن مالون فكر في أن يصبح علي غلاف مجلة إكس إكس إل لـ«فئة الرجال الجدد لعام 2016»، ومع ذلك فلقد أُخبرت أنه لا يولي إهتمام كثير للهيب هوب، فهو سيذهب أكثر في إتجاه الروك / البوب / الكانتري. أنكر مالون هذة الإدعائات قائلا: «يجب ألا يتم استجواب حبي للموسيقى... فلا ينبغي أن أُعاقب بأي طريقة أراها مناسبة»؛ فقد ذهب إلي توضيح أن ألبومه الميكس تيب، بالإضافة إلي ألبومه القادم كلاهما هيب هوب قائلا: «أنا لدي ألبوم قادم في أغسطس... وقد قمت بميكس تيب هيب هوب للترويج عن ألبومي الهيب هوب».
في مايو 2016 عند إعداد الإصدار ستوني، أصدر مالون ألبومه الميكس تيب الأول بعنوان: 26 أغسطس. هذا الاسم يشير إلي تاريخ الإصدار الأصلي لـستوني. ومع ذلك فقد عاني الألبوم من التأخير الكبير في إصداره.

## قائمة الأغاني

### ستوني–النسخة الأساسية
| #   | عنوان                                    | المدة |
| --- | ---------------------------------------- | ----- |
| 1.  | "زجاجة ويسكي مكسورة"                     | 3:53  |
| 2.  | "كذبة كبيرة"                             | 3:27  |
| 3.  | "ديجا فو" (مع جاستن بيبر)                | 3:54  |
| 4.  | "لا خيار"                                | 2:59  |
| 5.  | "بارد"                                   | 4:28  |
| 6.  | "أيفرسون أبيض"                           | 4:16  |
| 7.  | "أي فول أبارت"                           | 3:43  |
| 8.  | "صبور"                                   | 3:14  |
| 9.  | "غو فليكس"                               | 2:59  |
| 10. | "شعور" (مع كهلاني)                       | 3:17  |
| 11. | "صغير جدا"                               | 3:57  |
| 12. | "تهانينا" (مع كويفو)                     | 3:40  |
| 13. | "هناك"                                   | 3:14  |
| 14. | "تفضلوا بقبول فائق الاحترام، أوستن بوست" | 3:39  |

### ستوني–النسخة الفاخرة (المسار الإضافي)
| #   | عنوان                                | المدة |
| --- | ------------------------------------ | ----- |
| 15. | "غادر"                               | 5:24  |
| 16. | "ضرب هذا الصعب"                      | 4:09  |
| 17. | "المال جعلني أفعل ذلك" (مع تو تشينز) | 3:44  |
| 18. | "شعور بالويتني"                      | 4:17  |